# Подсуткі
Подсуткі (пол. Podsutki) — село в Польщі, у гміні Сідра Сокульського повіту Підляського воєводства.
Населення — 65 осіб (2011).
У 1975-1998 роках село належало до Білостоцького воєводства.

## Демографія
Демографічна структура станом на 31 березня 2011 року:
|          | Загалом | Допрацездатний вік | Працездатний вік | Постпрацездатний вік |
| -------- | ------- | ------------------ | ---------------- | -------------------- |
| Чоловіки | 35      | 2                  | 23               | 10                   |
| Жінки    | 30      | 2                  | 16               | 12                   |
| Разом    | 65      | 4                  | 39               | 22                   |